# Listrodromus nycthemerus
Listrodromus nycthemerus là một loài tò vò trong họ Ichneumonidae.